# شینید اوکانر
شهدا صدقات (پیش‌تر ماگدا دویت، با نام تولد شینید ماری برنادت اوکانر، ۸ دسامبر ۱۹۶۶ – ۲۶ ژوئیهٔ ۲۰۲۳) که به‌طور حرفه‌ای به نام شینِیْدْ اوکانر (به انگلیسی: Sinéad O'Connor) شناخته می‌شد خواننده و ترانه‌سرای پاپ ایرلندی بود. اوکانر در سال‌های پایانی دههٔ ۱۹۸۰ میلادی و با آلبوم شیر و کبرا به شهرت رسید. بازخوانی ترانهٔ هیچ‌چیز با تو قابل مقایسه نیست (از آثار پرینس) در سال ۱۹۹۰ برای‌ او موفقیت جهانی به همراه آورد.
بی پروایی و رُک‌گویی، موهای همیشه تراشیده، چهرهٔ جدی و لباس‌های معمولی، عناصر شکل‌دهندهٔ شخصیت و ظاهر اوکانر بودند. بر پایه وبگاه آل‌میوزیک این مشخصات باعث شدند که او آغازگر یک حرکت طغیان‌گر باشد که لیز فیر، کورتنی لاو، و آلانیس موریست ادامه‌دهندگان آن هستند. فعالیت موسیقی او علاوه بر آلبوم‌های شخصی، شامل همکاری با هنرمندان متعدد دیگر، و مشارکت در کنسرت‌های خیریه می‌شدند.

## آغاز زندگی
شینید اوکانر در دسامبر ۱۹۶۶ در محله گلن‌آگیری شهر دابلین زاده شد. او دوران کودکی سختی داشت. در ۱۵ سالگی، او را به اجبار به مرکز آموزشی انگریانن فرستادند. این مرکز یک دارالتادیب و مربط با زنجیره رختشویی‌های مگدالین بود. این دارالتادیب یک مراکز زندان مانند زیر نظر کلیسای کاتولیک و معروف به سختگیری افراطی بود و یکی از ماموریت‌های خود را سر به راه کردن دختران سرکش می‌دانست.
با وجود سختی‌های بسیار کار و زندگی در این مرکز، شینید در آنجا با موسیقی آشنا شد. یکی از خواهران روحانی برای او گیتاری خرید و به او درس داد.

## موسیقی

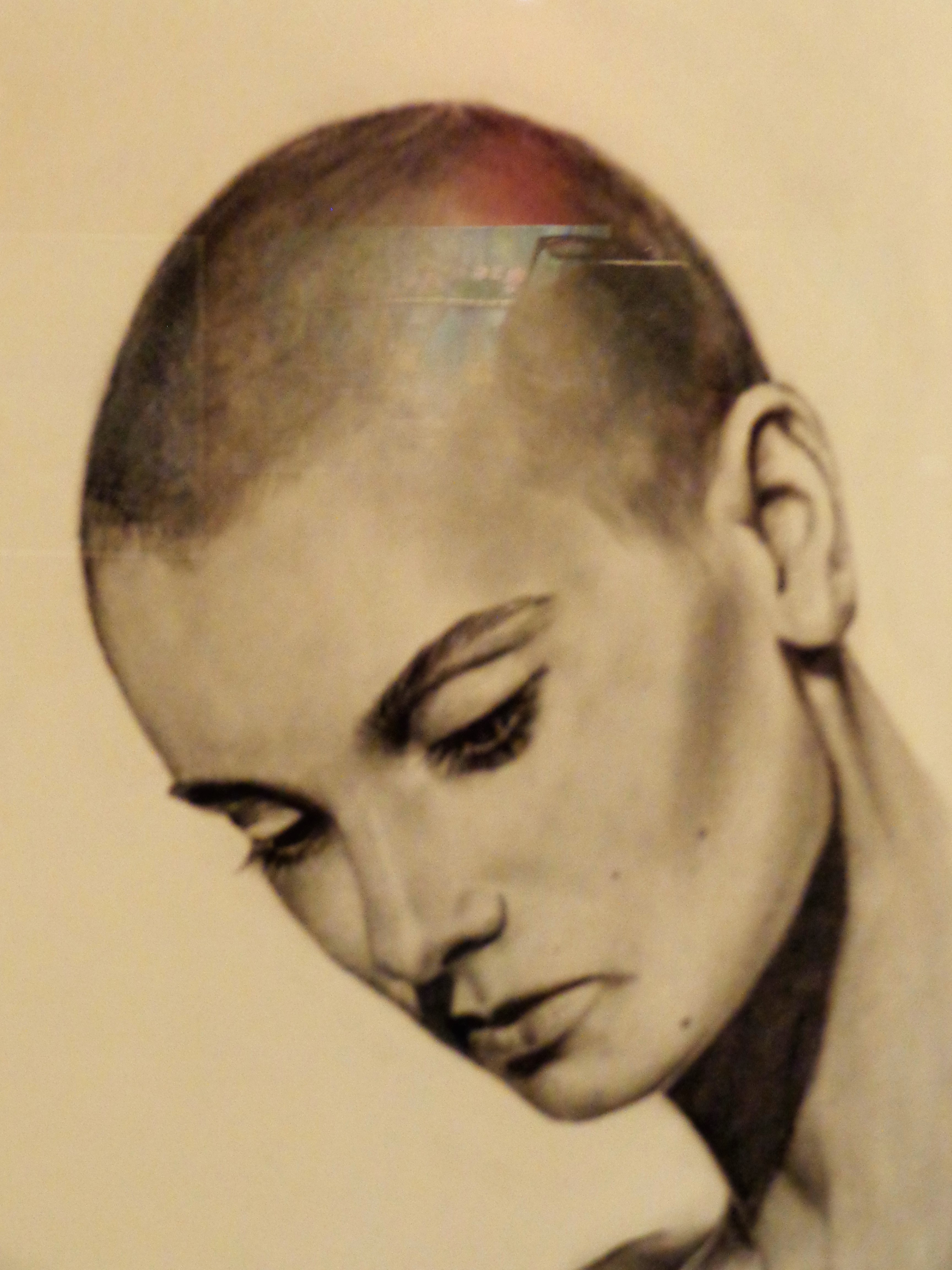
شینید اوکانر

شینید نخستین آلبوم مطرح خود به نام شیر و کبری را در سال ۱۹۸۷ منتشر کرد. این مورد توجه منتقدان قرار گرفت و به جدول ۴۰ آلبوم برتر بریتانیا و آمریکا راه یافت. او از ۱۹۸۷ تا ۲۰۱۴ ۱۰ آلبوم منتشر کرد. اما با خودکشی پسر ۱۷ ساله‌اش در سال ۲۰۲۲ بسیار افسرده شد. او درباره مرگ پسرش در توییتر نوشت: «او تصمیم گرفت به گرفتاری‌های زمینی‌اش خاتمه دهد و خواسته هیچ کس راه او را پی‌نگیرد».  همچنین در توییت دیگری نوشت او و پسرش یک روح در دو پیکر بودند. پس از آن شینید همه کنسرت‌های خود را لغو کرد.

## دین
شینید اوکانر در سال ۱۹۹۲ عکس پاپ ژان پل دوم را در یک برنامه تلویزیونی آمریکایی پاره کرد و به طور آهنگین خواند: «ما به پیروزی حق بر باطل باور داریم.» و گفت: «با دشمن واقعی مبارزه کنید.». پس از آن شبکه ان‌بی‌سی آمریکا او را برای همیشه ممنوع‌التصویر کرد. اما در سال ۲۰۲۱ در مصاحبه با نیویورک تایمز گفت: «از اینکه آن کار را کردم پشیمان نیستم. شاهکار بود.».
شینید اوکانر در اوت ۲۰۱۸ در نامه‌ای از پاپ فرانسیس خواست او را تکفیر کند. او درخواستی را از پاپ بندیکت شانزدهم و پاپ ژان پل دوم کرده بود.
در اکتبر ۲۰۱۸ اوکانر به اسلام گروید و این کار را نتیجه طبیعی سیر هر متأله هوشمندی خواند. این کار طی مراسمی در ایرلند با اجرای عمر القدری شیخ متأله سنی انجام شد. او همچنین نام خود را به شهدا دویت تغییر داد. او در پیامی در توییتر از همکیشان مسلمان خود برای حمایت‌شان تشکر کرد و ویدئویی از خود در حال سر دادن اذان بارگذاری کرد. او همچنین تصاویری از خود با پوشش حجاب اسلامی منتشر کرد.

## مرگ
در ۲۶ ژوئیه ۲۰۲۳‌ اوکانر در آپارتمان خود در کوی هرن هیل در جنوب لندن، بیهوش پیدا شد. خانواده او عصر همان روز بدون اعلام علت مرگ بیانیه‌ای صادر کردند. روز بعد پلیس لندن گزارش داد که مرگ اوکانر مشکوک نبوده است. در ۹ ژانویه ۲۰۲۴ نتیجه کالبدشکافی نشان داد که او به مرگ طبیعی مرده است.